# Brachymeria kassalensis
Brachymeria kassalensis är en stekelart som först beskrevs av Kirby 1886.  Brachymeria kassalensis ingår i släktet Brachymeria och familjen bredlårsteklar. Inga underarter finns listade.